# Campagne Lévêque
 (novembre 2022).
Si vous disposez d'ouvrages ou d'articles de référence ou si vous connaissez des sites web de qualité traitant du thème abordé ici, merci de compléter l'article en donnant les références utiles à sa vérifiabilité et en les liant à la section « Notes et références ».
 (novembre 2022).
La mise en forme du texte ne suit pas les recommandations de Wikipédia : il faut le « wikifier ».
Les points d'amélioration suivants sont les cas les plus fréquents. Le détail des points à revoir est peut-être précisé sur la page de discussion.
- Les titres sont pré-formatés par le logiciel. Ils ne sont ni en capitales, ni en gras.
- Le texte ne doit pas être écrit en capitales (les noms de famille non plus), ni en gras, ni en italique, ni en « petit »…
- Le gras n'est utilisé que pour surligner le titre de l'article dans l'introduction, une seule fois.
- L'italique est rarement utilisé : mots en langue étrangère, titres d'œuvres, noms de bateaux, etc.
- Les citations ne sont pas en italique mais en corps de texte normal. Elles sont entourées par des guillemets français : « et ».
- Les listes à puces sont à éviter, des paragraphes rédigés étant largement préférés. Les tableaux sont à réserver à la présentation de données structurées (résultats, etc.).
- Les appels de note de bas de page (petits chiffres en exposant, introduits par l'outil «  Source ») sont à placer entre la fin de phrase et le point final[comme ça].
- Les liens internes (vers d'autres articles de Wikipédia) sont à choisir avec parcimonie. Créez des liens vers des articles approfondissant le sujet. Les termes génériques sans rapport avec le sujet sont à éviter, ainsi que les répétitions de liens vers un même terme.
- Les liens externes sont à placer uniquement dans une section « Liens externes », à la fin de l'article. Ces liens sont à choisir avec parcimonie suivant les règles définies. Si un lien sert de source à l'article, son insertion dans le texte est à faire par les notes de bas de page.
- La présentation des références doit suivre les conventions bibliographiques. Il est recommandé d'utiliser les modèles {{Ouvrage}}, {{Chapitre}}, {{Article}}, {{Lien web}} et/ou {{Bibliographie}}. Le mode d'édition visuel peut mettre en forme automatiquement les références.
- Insérer une infobox (cadre d'informations à droite) n'est pas obligatoire pour parachever la mise en page.

Pour une aide détaillée, merci de consulter Aide:Wikification.
Si vous pensez que ces points ont été résolus, vous pouvez retirer ce bandeau et améliorer la mise en forme d'un autre article.

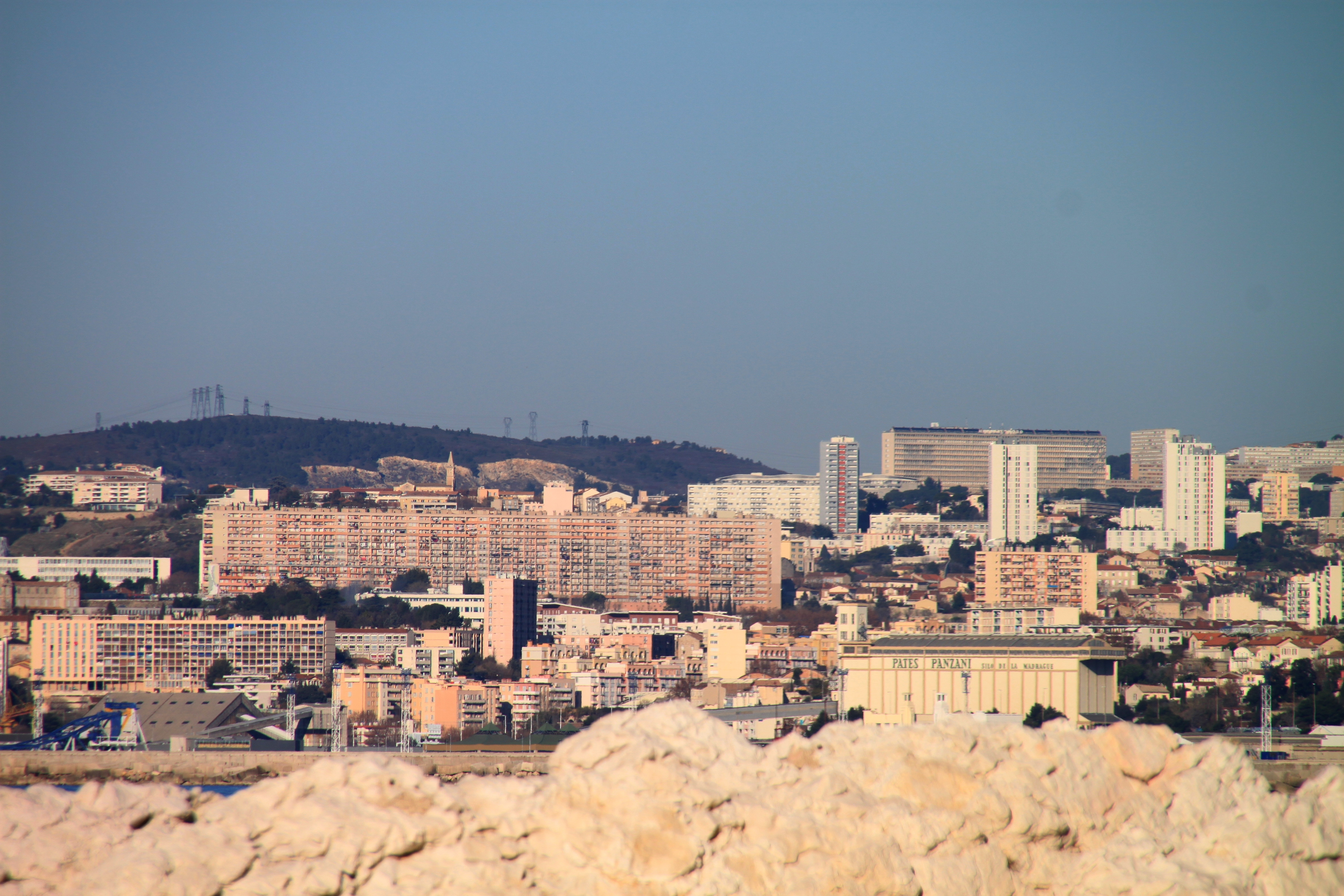
Vue des quartiers nord de Marseille, dont l'imposante barre d'immeuble de Campagne Lévêque au centre.

Campagne Lévêque est une cité ou grand ensemble des quartiers nord de Marseille, gérée par 13 Habitat, en bas de La Viste, dans le quartier de Saint-Louis, juste en face de la Générale Sucrière éponyme. La cité Campagne Lévêque est située dans le 15e arrondissement de Marseille.
Avec une longueur de 275 m (sur 40 m de hauteur), longtemps l'immeuble central fut la plus longue barre d'immeuble sans cassure d'Europe[réf. nécessaire].
Ce quartier réputé sensible dispose de toutes les commodités dont un collège, une école primaire et un centre social Léo-Lagrange. Il est inclus au sein du quartier prioritaire « Calade-Campagne Lévèque », avec 5 444 habitants en 2018.
Les habitants de cette cité sont surnommés les « Campagne Lesvainqueurs ».

## Chronologie de la Cité Campagne Lévêque
Chronologie de la Cité Campagne Lévêque élargie à celle de propriétés voisines quand un rapport historique a lieu.

Sources : Chronologie établie à partir des dossiers d'archives diocésaines et publiques dont les cotes sont signalées : archives municipales = A.M. ; B.M.= bibliothèque municipale ; archives départementales pour toutes les autres références placées entre parenthèses.

### 1789-1814: Révolution et empire
Les frères André et Gaspard Corbeaux, négociants, sont propriétaires d'une campagne de 12 hectares de prairies, vignes et oliviers avec une bastide, une ferme et 2 vacheries ; ils vendent en 1819 à Féraud dont le nom apparaît au plan cadastral de 1812 puis la propriété rurale passe à Marie-Barthélémy Bérard, fabricant (cadastre).

1794 : Charles Barbaroux, avocat, est le voisin des frères Corbeaux, il est révolutionnaire, député des Bouches-du-Rhône à la Convention. Pourchassé, il écrit ses mémoires (gamma111). Il y décrit la beauté de la propriété de Saint-Louis : « je dis adieu à la petite campagne d'une de mes tantes où j'avais si souvent retrouvé la paix qui fuit les villes et les plaisirs innocents cachés sous ses ombrages ». Il y a là deux autres voisins célèbres : Mirabeau et Jean Marie de Greling. Ce dernier est armateur ; en 1782 il fonde la société d'assurance Greling frères. Sa famille est arrivée de Suisse au XVIIe siècle. Comme les autres il est engagé dans la Révolution et nommé « député extraordinaire des manufactures et du commerce de France » de 1789 à 1791.

### 1815-1848: Restauration royaliste
À Marseille, Christophe de Villeneuve-Bargemon est à cette époque le préfet des Bouches-du-Rhône, Jean-Baptiste de Mongrand suivi par Consolat sont maires et les de Mazenod sont évêques.

1816 : création des missionnaires de Provence par Eugène de Mazenod. Ils prêchent avec Charles de Forbin-Janson les missions auprès des pauvres des villes et campagnes en provençal et en italien (journal de Mazenod) au cri de "vive le Christ - vive Marie - vive le Roi et sa famille"

1821 : janvier, vente d'une vigne et d'un poste de chasse au filet de J.-Baptiste Meynier à M. Barthélemy Bérard (archives diocésaines)

1823 : l'évêché de Marseille est restauré par F. et E. de Mazenod, il avait été dissous en 1791

1826 : création des missionnaires Oblats de Marie Immaculée (OMI) par E. de Mazenod (archives des omi et omiword.org) devise "pauperes evangelizantur"

1835 : François Rozan, achète la verrerie établie par Toussaint Dervieux en 1821 au cap Janet, "elle consiste en un four de fusion destiné à la fabrication de toute espèce de verre" (5 M 622). Il est voisin à l'ouest.

1837 : nomination de Mazenod comme évêque de Marseille, jusqu'à sa mort en 1861, il construit 40 nouvelles églises dont la cathédrale, les Réformés et la basilique de la Bonne-Mère, il crée 22 paroisses nouvelles dans son évêché. 

1839 : achat de la campagne de B. Bérard par E. de Mazenod pour 100 000 francs, notaire Brun, plan (2066 W 26) ; elle devient résidence rurale de l'évêque et son "ermitage" : « Oh que nous sommes bien à la campagne... il me semble que l'on m'a ôté un quintal de plomb de dessus les épaules » dans une lettre à sa mère. Il transforme la bastide en château et installe son blason épiscopal au fronton, il comporte les armes de sa famille, Aixois anoblis au XVIIe siècle, les armes de l'ordre des OMI, la croix de l'Ordre de Saint-Lazare et le chapeau-cordon de sa charge d'évêque.

1839 : Gustave Rozan (1820-1891), fils de François gère à 19 ans la verrerie du cap Janet. Il la transforme en usine de plomb argentifère en 1851. Il en hérite en 1858 avec Eugène son frère. Sa sœur mariée à Eugène Aube hérite des terres sur lesquelles passe le canal, en contrebas dans le vallon de la verrerie. Les frères Paranque possèdent la bastide La Villamare. Tous sont voisins, papistes et royalistes entreprenants. 

1844 : instructions pastorales sur les missions parues à Marseille chez Olive (B.M.Xd 3792) orné du blason de Mazenod.

### 1848-1870: Seconde République et second empire
1849 : mai, vente de terrain par Mazenod pour l'élargissement du chemin de la Madrague

1860 : Meynier vend à Felix Berger, courtier du boulevard Longchamp, une vigne (parcelle 3636) en bordure du chemin de la Madrague. Augmentée par achats successifs dont les parcelles et la ferme (de 3611 à 3617) il y fait construire une bastide de 26 portes et fenêtres avec un pavillon d'entrée que l'on voit sur le plan Lan de 1870.

1861 : 21 mars, mort de Mazenod. Faillite de Mirés.

1862 : L'évêque successeur Patrice Cruice, chevalier du Saint Sépulcre, détache la partie ouest de la propriété diocésaine pour construire le "collège catholique". Il est transformé en un hôpital pour les soldats de la guerre de 1870. 

1868 : décret du 8 avril 1868 attribuant le reste de la campagne au grand séminaire de Marseille, "légataire de la propriété rurale à Saint-Louis" (4 O 58) ; elle reste résidence des évêques jusqu'en 1905.

1871 : Jules Mirés meurt à Saint-Louis, dans la propriété de Gustave Rozan son gendre au cap Janet. Les lingots d'argent fabriqués au cap Janet sont convoyés au Vatican.

### 1870-1914: Troisième République
1873 : Jules de Greling, construit l'église du Brusc, il avait auparavant acheté les salines et l'usine de soude installées aux îles des Embiers par Cagniard de Marseille depuis 1827 ; ses descendants revendent les îles et les installations en 1920 et lotissent leur propriété de Saint-Louis en ouvrant le boulevard B.Blanc.

1878 : le "collège catholique" est attribué à l'ordre restauré par le marseillais de Magallon, ami de E. De Mazenod : les frères de Saint Jean de Dieu. Installation d'une maison hospitalière des enfants pauvres malades. (Elle apparaît au plan cadastral de Vigneau de 1890).

1890 : plan de la propriété Meynier, 105 000 m2, dressé en 1890, vendu à la Ville pour l'implantation des abattoirs (15 Fi 982). Entre 1870 et 90 Meynier avait acheté deux propriétés à Amiel. Très beaux plans des abattoirs en 1890 aquarellés (3 O 58 76) 

1893 : vente de terrains au sud de la campagne pour réaliser le boulevard Ledru-Rollin et les abattoirs (archives diocésaines)
1898 : création de l'Institut de médecine et de pharmacie coloniale 

1905 : loi de séparation de l'église et l'État, la campagne est saisie, reste sans affectation jusqu'en 1912

1906 : création d'un service provisoire des maladies contagieuses à l'hôpital de la Conception : malades admis 9613/an et malades refusés 6022 /an, rapport Barbarroux (X 1 673) 

1909 : rapport de Faivre sur les maladies infectieuses à Marseille (X 1 672) suivi du rapport Barbarroux en 1910 et celui de Curol en 1911 la situation des hôpitaux est catastrophique, pas d'hôpital spécifique pour les contagieux.

1910 : Félix Berger meurt en léguant ses biens à sa fille Fernande.

1913 : décret du 20 mars qui attribue la campagne des évêques aux hospices civils de Marseille par Poincaré. Concours d'architectes en octobre pour la construction d'un "hôpital nord" qui complèterait l'existant : Hôtel-Dieu+Conception+Salvator.

### 1914-1948: Première Guerre mondiale, guerre civile européenne et République
1914 : septembre, arrivée des premières troupes coloniales anglaises d'Asie via le canal de Suez ; cartes postales de l'armée des indes défilant dans Marseille ou stationnées au parc Borelli (6 Fi 292, 293 et 4289). Installation de l'hôpital indo-chinois Saint-Louis dans l'hospice des frères de Saint-Jean-de-Dieu et sur la campagne de évêques un lazaret interalliés.

1914 : décembre, épidémie de variole à Marseille 

Dès 1914 : Installation d'hôpitaux auxiliaires ou privés dans le voisinage comme à la bastide de Fernande Berger (2 R 76). "Il y avait à Marseille jusqu'en 1920, 17 hôpitaux auxiliaires et 21 hôpitaux privés soit 1400 lits ouverts grâce à la solidatité", p. 53, P.Masson, Marseille pendant la guerre, puf, 1926, (B.M.Xd 5614)
1915 : arrivée des travailleurs coloniaux, 150 000 nord-africains débarquent à Marseille durant la guerre, installation des premiers baraquements sur la propriété des hospices civils.

1916 : l'hôpital Saint-Louis est réservé aux armées et travailleurs indo-chinois. Jusqu'en 1917, pour remplacer les hommes partis au front, 140 000 travailleurs chinois passent par Suez et Marseille.

1918 : fin de la guerre, projet d'hôpital colonial à la place de l'hôpital Nord, rien ne sera construit, en friche jusqu'à 1955.

1918 : crise du logement dans les quartiers, tous les baraquements militaires sont utilisés.

1920 : décret du 3 mars instituant l'Office public départemental des H.B.M.

1925 : Fernande Berger fait son testament, elle lègue 7 immeubles du centre ville aux hospices civils de Marseille pour l'hôpital Saint Joseph et vend la propriété rurale pour fixer l'hôpital anglais. 

1926 : l'association de droit français déclarée en 1918 : Queen Alexandra Memorial Hospital (Marseilles) domiciliée au consulat de Grande-Bretagne à Marseille achète la campagne Berger, travaux d'agrandissement. Le British Merchant Seamen's Hospital ouvre en juillet (british medical journal du 17 juillet 1926, p. 143). Il sert dès 1940 pour les troupes qui transitent comme en 1914 par le canal de Suez, il est désaffecté en 1946. 

1940 : Au début de la guerre, le lieutenant colonel G.Ray dessine la propriété des hospices civils pour un projet de lazaret, "camps d'isolement militaire inter-alliés" (174 W 22) à la demande de la "commission sanitaire franco-britannique" dès février : "C'est toute l'Asie qui va venir à Marseille, c'est-à-dire tous les pays à choléra", choix de cette implantation : "proximité du camp des hindous et de l'hôpital anglais". 

1941 : création de la caserne Mirabeau, sur le lieu du camp de l'armée russe en 1914, "expropriation des terrains Consolat en bas du ruisseau Mirabeau pour le casernement militaire", relevés de la ferme et son système d'irrigation (190 W 12)
1943 : installation du Camp Rommel. L'armée allemande construit les bunkers et les galeries qui relient directement l'hôpital à la base de sous-marins (porte 4 du port) et au système de commandement (site www.sudwall)[réf. incomplète] 

1945 : fin de la guerre, le 11 octobre : ordonnance pour "la réquisition de bâtiments vidés par les armées à fin de logements civils d'urgence" (J.O.).
1945 : au départ des troupes alliées, le "comité d'entente squatters" dirigé par Henri Bernus et Marius Apostolo et le "mouvement populaire des familles", au nom de la loi de réquisition, installent les familles sans logis dans les bâtiments vides . 

1946 : " l'organisation connue sous le nom de squatters a occupé illégalement la campagne Consolat " (12 O 378), le 15 octobre les bâtiments de l'Assistance publique (150 W 87), ils resteront jusqu'en 1955 sur le site, idem à la campagne Tornési voisine. Ils obtiennent la régularisation par réquisition. Expulsion des familles qui squattent l'hôpital anglais. 14 décembre, le "comité d'entente squatters" occupe le service du logement à la mairie, manifestation sur la Canebière. 

1948 : octobre, cession de la partie nord de la propriété de campagne l'évêque 36 000 m2, pour construire un centre pour 1208 personnes, " projet de relogement des travailleurs nord africains", plans de la ville de Marseille pour construire 29 pavillons de chambres de 2 lits. 

1949 : 18 mars le bail de l'hôpital anglais passe à l'association American Jewish Joint Distribution Committee qui organise le transit des juifs d'Afrique du nord vers la Palestine via le camp du Grand-Arena construit par Fernand Pouillon en 1945 pour l'armée américaine.

### 1950-1970: les "trente glorieuses" et la reconstruction
1950 : 9, 10 et 11 octobre, enquête du Figaro sur la reconstruction à Marseille, "19 000 maisons bombardées et 50 000 sinistrés non relogés 5 ans après" (148 W 458)
1950 : accord du Ministère de la reconstruction et du logement pour l'acquisition par la ville de Marseille de la propriété Consolat pour faire un lycée nord, 27 octobre description de la propriété plans et photos dans (T 12 1111), achat en juillet 1955 et plans de Egger à la même date.

1952 : l'Assistance publique loue la partie nord pour le Cana : "centre d'accueil des nord-africains" 

1952 : L'assistance publique achète au Queen Alexandra Memorial hospital, "l'hôpital anglais" désaffecté depuis 1946. Après des propositions de locations en 1948 et projets d'expropriation en 1949. Il devient "Hôpital de la Calade" pour 40 millions de francs. Le dossier Contantieux et Domaines de 1949 contient le relevé du bâtiment en trois corps, du terrain, du bunker allemand, des 3 pavillons situés 416 chemin de la madrague avec 4 précieuses photos N/B (X 1 1020). L'architecte Mouren est chargé des travaux : plans (174 W 25) en 1952, livraison des travaux par tranches de 1953 à 1955. Bunker et pavillon squattés en 1955.

1953 : institutionnalisation du "1 % logement" qui oblige à la contribution patronale, précédé en 1949 du Comité Interprofessionnel du Logement des Bouches-du- Rhône (CIL) : "une épargne collective pour un logement social pratique".

1953 : Les dossiers (7 ETP 339 à 345) sont ceux de l'Opac sud, actuel 13Habitat. Le programme national du secteur industrialisé des habitations à loyers modérés" (HLM) fixe 1600 logements à Marseille répartis sur Saint-Gabriel (ville) et Campagne l'évêque (département). Concours en 1954 et construction de la cité Campagne Lévêque de 1955 à 1958. On trouve dans (7 ETP 339) l'esquisse de 1953 représentant des petits immeubles répartis dans la pente. Dans (12 O 294 et 295) les papiers de la préfecture complètent le dossier de 1954 à 1974. 

1954 : En consultant les fonds des architectes Castel (86 J 588) et Egger (65 J 342) on peut suivre la mise en place de l'équipe dirigée par Jean Rozan architecte du CIL et de la Chambre de Commerce. En février création du compte commun des 6 architectes, en mars embauche de 15 dessinateurs, en septembre-octobre rendu des plans pour la construction le 20 novembre 1954. On suit aussi la construction des écoles dont un livret à spirale de photos N/B sur les "constructions scolaires standardisées par commande groupée de la ville de Marseille". Celles de la Cité sont livrées pour la rentrée de 1957. 

1955 : (A.M. 572 W 5, dossier 133), le 14 janvier 1955 L'Office public HLM du département qui vient d'acheter la propriété à l'Assistance publique, remet au Préfet un état des lieux, avec le plan et "l'état des occupants sans droit ni titre". Au total 162 personnes habitent le château, ses dépendances et les baraques attenantes dont les 10 baraques du groupe scolaire (site des "copains d'abord" deux photos de classe de cette école-baraques dont une classe de 41 élèves en 1946).

1955 : squats dans les pavillons et bunkers de l'Hôpital de la Calade (148 W 461) "à 100mètres de cet établissement qui est réservé aux contagieux avec beaucoup de produits pharmaceutiques"

1957 : "Noël Sobraques logé depuis 1946 par l'Assistance publique dans la maison d'entrée de la campagne n'est toujours pas relogé et reste sans droit dans cette maison qui a changé de propriétaires depuis 1955". 

1958 : les premiers locataires, en priorité les squatters relogés, entrent dans le premier bâtiment livré par l'OPAC 13, aux numéros 29, 30, 31 et 32 du 2 boulevard Ledru-Rollin, 13015.

### Aujourd'hui
Mémoires des habitants vivant à la Cité de Campagne Lévêque (atelier radiophonique de P.Messaoudi le 15 septembre 2010) et quelques repères de contexte.
1965 : expropriation pour utilité publique de la propriété Consolat ex-Mirabeau (1207 W 159) pour le projet du Lycée Nord.

1966 : délibération pour l'élargissement du chemin de la Madrague à la hauteur des portes des campagnes Lévèque et Consolat pour l’accès au Lycée Nord (oatt 791), expropriations en 1968 de parcelles de l'huilerie Antonin Roux et de la société Salador.

1978 : l'hôpital de la calade ex-anglais est reconstruit avec des fonds africains, il devient hôpital Houphouët Boigny, il est fermé en 1995, en ruine jusqu'à l'installation de l'école d'infirmières en 2008.

1982-87 : réhabilitation et restauration des façades dans la Cité. 

1995 : Canonisation par le pape Jean-Paul 2 de Saint Eugène de Mazenod ; J.C. Gaudin est élu Maire de Marseille.

2010 : 16 février, un homme est abattu dans la Cité, il portait un gilet pare-balle ; juin, le jardin collectif autogéré par les habitants de la Cité gagne le premier prix des jardins de Marseille ; 18 septembre, Journées Européennes du Patrimoine, balade patrimoniale et pique-nique au jardin.